# Steinbourg
Steinbourg je občina v departmaju Bas-Rhin francoske regije Alzacija.
Leta 2012 je v občini živelo 1.997 oseb oz. 157 oseb/km².